# Коросташов Олександр Григорович
Олександр Григорович Коросташов (22 січня 1942, Камінне, Котелевський район, Полтавська область — 3 квітня 2021) — Герой України, почесний член Української академії аграрних наук (з березня 2001, відділ аграрної економіки і земельних відносин), член Народної партії (з 2000), працював у виробничому кооперативі «Батьківщина», голова правління (з січня 1978-го). Голова постійної комісії з питань АПК, земельних реформ, природокористування та екології Котелевської райради; голова ради об'єднання сільськогосподарських товаровиробників Котелевського району.

## Життєпис
Народився 22 січня 1942 року в селі Камінне на Полтавщині); українець.

### Робота
- червень 1955 — червень 1956 — причіплювач,
- червень 1956 — лютий 1959 — помічник комбайнера, колгосп «Маяк» Котелевського району.
- лютий 1959 — січень 1960 — учень, Зіньківське ремісниче училище.
- січень 1960 — листопад 1961 — комбайнер, колгосп «Маяк» Котелевського району.
- листопад 1961 — червень 1962, грудень 1962 — січень 1965 — рядовий, 66-й окремий загін конвойної охорони Міністерства охорони громадського порядку.
- червень—грудень 1962 — курсант, 90-й окремий загін внутрішньої охорони Міністерства охорони громадського порядку, Золочів.
- січень — березень 1965 — колгоспник,
- безерень 1965 — червень 1969 — тракторист,
- червень 1969 — березень 1972 — бригадир комплексної бригади
- березень 1972 — січень 1975 — бригадир тракторної бригади, колгосп «Маяк» Котелевського району.
- січень 1975 — січень 1977 — бригадир тракторної бригади,
- січень 1977 — січень 1978 — бригадир тракторно-рільничої бригади, колгосп імені Леніна Котелевського району.
- січень 1978 — голова правління, колгосп імені XV з'їзду ВКП(б) Котелевського району (з 1992 — сільгосппідприємство; з 2000 — сільськогосподарський виробничий кооператив «Батьківщина»).

### Освіта
Полтавський сільськогосподарський інститут, факультет механізації сільського господарства (1976—1982), інженер-механік.
Академік Української академії наук національного прогресу (1992). Почесний професор Полтавської державної аграрної академії (1998).

### Політика
Голова постійної комісії з питань аграрної політики та земельних відносин Полтавської облради (1998—2002, 2002—2006).
Березень 2006 — кандидат в народні депутати України від Народного блоку Литвина, № 121 в списку. На час виборів: голова правління СВК «Батьківщина», член Народної партії.
Серпень 2007 — кандидат в народні депутати України від виборчого блоку «Блок Литвина», № 115 в списку. [Архівовано 4 березня 2022 у Wayback Machine.]

## Публіцистика
Автор книги «Я люблю тебе, земле, я люблю вас, люди» (2002), співавтор книг «Ціни, витрати, прибутки агровиробництва та інфраструктура продовольчих ринків» (2000) і «Внутрішньогосподарські організаційно-економічні механізми забезпечення прибутковості сільськогосподарських підприємств» (2003), близько 50 публікацій.
Член НСЖУ (з 2003).

## Захоплення
Волейбол, більярд, спортивне полювання, рибальство, історична і мемуарна література.

## Нагороди
- Лауреат обласної премії імені Панаса Мирного (2002).
- Заслужений працівник сільського господарства України (1989).
- Герой України (з врученням ордена Держави, 19.01.2002).
- Орден «За заслуги» III ступеня (1999).
- 2 медалі (1970, 1975).
- Орден Миколи Чудотворця (2001), орден «Почесний хрест» (2003, УПЦ), орден «За патріотизм» II ступеня (2003).
- Почесний громадянин смт Котельви (2002).
- Занесений в «Книгу пошани» Полтавської облради (2003).

## Сім'я
- Батько Григорій Трохимович (1918—1965) — колгоспник, учасник війни;
- мати Євдокія Семенівна (нар. 1921) — колгоспниця;
- дружина Катерина Марківна (нар. 1947) — медсестра;
- син Володимир (нар. 1966) — лісник СВК «Батьківщина»;
- син Олександр (нар. 1972) — лісоруб СВК «Батьківщина».